# Братский круг
Братский круг (в других вариантах Братва́ или Братки́; ранее была известна как Семья одиннадцати и Двадцатка; англ. Brothers’ Circle) — гипотетическая преступная организация, в том числе, якобы, причастная к обороту наркотиков и состоящая, по мнению властей США, в основном из выходцев из стран бывшего СССР. Министерство финансов США предполагает, что Братский круг действует в Европе, на Ближнем Востоке, в Африке и Латинской Америке.
Название группировки впервые официально прозвучало в 2011 году в Стратегии по борьбе с транснациональной организованной преступностью, принятой президентом США Бараком Обамой. Согласно Стратегии, подозреваемым в причастности к международным преступным группировкам запрещается въезд в США и против них вводятся финансовые санкции — замораживание всех счетов, движимых и недвижимых активов, запрет гражданам США и зарегистрированным на территории этой страны компаниям предоставлять помощь и услуги лицам и фирмам, связанным с подозреваемыми. Первоначально в списке подозреваемых в причастности к Братскому кругу было всего два человека, но впоследствии он неоднократно пополнялся.
В справке Министерства финансов к Стратегии Братский круг определяется как «многонациональная группировка, состоящая из главарей и высокопоставленных членов нескольких евразийских преступных групп, базирующихся в основном в странах бывшего Советского Союза». Как утверждается в справке, «многие члены Братского круга исповедуют общую идеологию, основанную на традиции „воров в законе“, которая стремится распространить свою форму преступного влияния на весь мир».

## Дискуссия по поводу существования
Термин возник в начале 1990-х годов, когда ФБР начало заниматься русской организованной преступностью, и был популяризован в начале 2000-х годов журналистом Робертом Фридманом, автором книги «Красная мафия». В русскоязычной прессе впервые упомянут не позже 1998 года, когда ветеран сыска, полковник МВД в отставке Вячеслав Разинкин и Алексей Тарабрин указали в своей статье: «„Вор в законе“ Япончик вошел в так называемый братский круг, составляющий одиннадцать наиболее непогрешимых, с точки зрения правил и традиций преступного мира, криминальных авторитетов разных стран».
Однако Марк Галеотти, профессор Нью-йоркского университета, специализирующийся на русской и евразийской преступности, заявлял, что «не нашёл в российских правоохранительных органах или еще где-либо ни одного человека, который бы сказал: „Да, Братский круг — это реально существующая организация“». По мнению Галеотти, «американским властям удобнее представлять „русскую мафию“ как цельную организованную структуру, которая на деле является разрозненной, не имеет единой иерархии и общих целей». В июне 2012 года он высказал мнение, что санкции Министерства финансов могут быть направлены против преступников, близких к Аслану Усояну.
Российские правоохранительные органы этот термин не используют. Более того, по мнению неназванных представителей российских силовых структур, цитируемых СМИ, «этой группировки, видимо, просто не существует. В никаких базах она никогда „не светилась“». Источниками в российских спецслужбах высказываются предположения, что «данная информация от американских спецслужб направлена на поддержание мифа о так называемой русской мафии, которая якобы действует за рубежом». По мнению профессора американского Университета Джорджа Мейсона Лиз Шелли, «если они и действуют сообща, то это больше похоже на преступную сеть, но не организацию». Отвергает возможность существования «Братского круга» и
предприниматель Алимжан Тохтахунов, известный в криминальных кругах под прозвищем «Тайванчик»: «Это придумали американцы. Никакого „Братского круга“ в России нет».
Высказывается также предположение, что версия о существовании такой преступной организации порождена сугубо лингвистическими причинами: «Американцы не смогли найти точный аналог слову „братва“, поэтому перевели это как Brothers' Circle. Под этим названием спецслужбы США подразумевают русскую мафию, которая действует по всему миру».

## Предполагаемые члены преступной группы
Предполагаемые члены преступной группировки:
- Владимир Вагин[2]
- Владислав Леонтьев[англ.][16]
- Алексей Зайцев[16]
- Захарий Калашов[2]
- Василий Христофоров[16][17]
- Александр Мануйлов[16]
- Камчибек Кольбаев[16]
- Гафур Рахимов[16]
- Темури Мирзоев[17]
- Лазарь Шайбазян[16]
- Григорий Лепсверидзе (Григорий Лепс)[18]
- Коба Шемазашвили[2]
- Лаша Шушанашвили[2]
- Кахабер Шушанашвили[2]
- Алманбет Анапияев[19]
- Адилет Касенов[19]
- Артур Бадалян[2]
- Вадим Лялин[2]
- Сергей Москаленко[2]
- Яков Рыбальский[2]
- Игорь Шлыков[2]
- Адам Делимханов[20]

При этом Григорий Лепс категорически отрицает как свою причастность к этой гипотетической преступной группировке, так и к преступному миру вообще: «Для меня вся эта история звучит нелепо и бредово. И, конечно же, неожиданно. Чем руководствовались эти люди, помещая меня в список причастных к преступной группировке, мне тоже было бы весьма интересно узнать».